# Vadgelmer
Vadgelmer eller Vadgelme (fornvästnordiska Vaðgelmir) är en underjordisk älv i nordisk mytologi. Den ligger vid Nastrand (Nástrǫnd, “likstranden”) i den nordligaste delen av dödsriket Hel. Namnet betyder “den som ljudligt brusar fram över vadställena”, av vað, “vadställe” och gelmir, “en som larmar och ryter”. Innebörden är väl att inte ens älvens vadställen är lätta att passera. Älven nämns vid namn endast i Reginsmál 4, men är troligen samma flod som också omtalas i Vǫluspá 39 och där sägs vara en straffort för menedare, mördare och förförare. 
I Reginsmál 4 är det den till gädda förvandlade dvärgen Andvare som besvarar Lokes fråga vilken vedergällning som i det hinsides livet skall drabba lögnare och baktalare. Gäddan svarar:
| Tungt straff träffar de mänskor som vada i Vadgelmes vatten; lögnen den skjuter långa grenar då man ordar osant om andra. Björn Collinder, 1957 | Ofrgjǫld fáa gumna synir, þęirs Vaðgęlmi vaða, ósaðra orða, hvęrr ’s á annan lýgr, oflęngi lęiða limar. Finnur Jónssons normalisering, 1932 |  |

Det är själva vadandet i floden som utgör straffet, vilket också framgår av Vǫluspá 39, som verkar beskriva samma flod:
| Där såg hon i strida strömmar vada, menedare och mordvargar; – – – där sög Nidhögg de dödas lik, vargen slet män: vet ni nu eller ej? Björn Collinder, 1957 | Där såg hon vada i vräktung ström män som gått mened och mördat i fred och den en annans älskade lockat; Nidhögg sög de nydödas lik, varg slet våldsmän. Veten I än, eller vad? Åke Ohlmarks, 1965 | Sér hon þar vaða þunga strauma męnn męinsvara ok morðvarga ok þanns annars glępr ęyrarúnu. Þar sýgr Níðhǫggr nái framgingna; slítr vargr vera. Vituð ér ęnn eða hvat? Finnur Jónssons normalisering, 1932 |  |

“Mordvargar” är dråpare som ej lyst (offentliggjort) sina dåd. Olysta dråp räknades som mord. Björn Collinder har i sin översättning uteslutit två rader som han anser vara senare tillägg. Men enligt Finnur Jónsson är Vǫluspá 39 troligen en sammanslagning av två strofer, varav raderna 1–6 är rester av den ena och 7–10 av den andra. Snorre Sturlasson, som citerar samma strof, nämner hur “edsbrytare och mördare” som straff skall vada i strida floder av “gift”. Han förlägger dock vadandet till tiden efter Ragnarök, därtill troligen influerad av kristen domedagstro. Ordet eitr (“gift”) betyder oftast i dessa sammanhang “förlamande iskyla”, vilket också framgår av sammansättningar som eitrdalr, eitrdropi, eitrkaldr, eitrsvalr, men Snorres tolkning är bokstavlig. Älven flyter rätt igenom pinosalen på Nastrand, skriver han. Salen beskrivs som ett flätverkshus med väggar av levande ormar, vilka vänder sina huvuden inåt och spyr gift. Det är i denna sörja de fördömda tvingas vada.
Föreställningen om en underjordsflod som straffort för förbrytare härstammar säkert från medeltida kristen visionsdiktning, gissar Rudolf Simek och jämför med vapenbärande mytiska floder som Slid och Geirvimull, vilka enligt honom har samma kristna ursprung. Men idéer om straff efter döden har funnits även i förkristna samhällen. Vadgelmer plågar med “brännande köld”, medan de kristnas helvete (ordet betyder “Hels straff”) utgörs av eld. Sigurður Nordal erinrar om de Helskor, som de döda kunde förses med vid gravläggningen, och vilkas syfte har varit att underlätta vandringen på Helvägen, vilken kunde vara olidligt plågsam och kvalfylld.